# روجر بلاك
روجر بلاك (بالإنجليزية: Roger Black)‏ هو منافس ألعاب قوى ومقدم تلفزيوني بريطاني، ولد في 31 مارس 1966 في بورتسموث في المملكة المتحدة.

## وصلات خارجية
- روجر بلاك على موقع الاتحاد الدولي لألعاب القوى (الإنجليزية)
- روجر بلاك على موقع اللجنة الأولمبية الدولية (الإنجليزية)
- روجر بلاك على موقع أوليمبيديا (الإنجليزية)
- روجر بلاك على موقع اللجنة الأولمبية البريطانية (الإنجليزية)
- روجر بلاك على موقع اتحاد ألعاب الكومنولث (مؤرشف) (الإنجليزية)
- روجر بلاك على موقع IMDb (الإنجليزية)